# Horace Lecoq de Boisbaudran

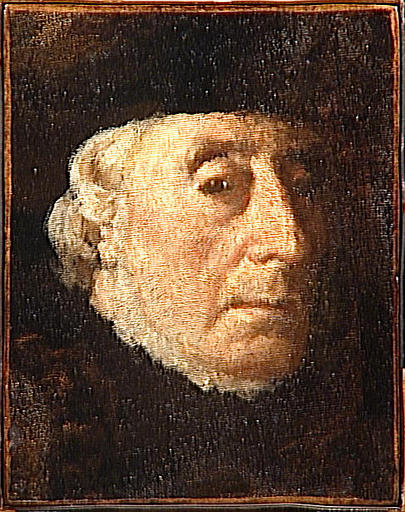
Selbstporträt von Horace Lecoq de Boisbaudran (1802–1897). Louvre, Paris

Horace Lecoq de Boisbaudran, genannt Père Lecoq (* 14. Mai 1802 in Paris; † 7. August 1897 ebenda) war ein französischer Maler und Kunstpädagoge, der im 19. Jahrhundert maßgeblichen Einfluss auf die Ausbildung von Kunststudenten hatte. Seine bedeutendste Leistung liegt in der Entwicklung einer systematischen Methode zur Schulung des visuellen Gedächtnisses in der bildenden Kunst. Zu seinen Schülern zählten u. a. die Bildhauer Jean-Baptiste Carpeaux und Auguste Rodin sowie die Maler Henri Fantin-Latour und Alphonse Legros. Auch Künstler wie James Abbott McNeill Whistler, George Inness und Thomas Eakins wurden mittelbar durch seine Lehren beeinflusst.

## Leben
Horace Lecoq de Boisbaudran wurde 1819 an der École des Beaux-Arts in Paris aufgenommen und absolvierte seine Ausbildung in den Ateliers von Pierre Peyron und Guillaume Guillon Lethière. Ab den frühen 1830er Jahren stellte er auf dem Salon de Paris aus (1831, 1833, 1834, 1835, 1837, 1843, 1844 und 1850) und erlangte künstlerische Anerkennung. Von 1841 bis 1869 lehrte er an der École spéciale de dessin et de mathématiques („Petite École“, heute École nationale supérieure des arts décoratifs) und war von 1866 bis 1869 deren Direktor. 1847 führte er seine Methode der pittoresken Gedächtnisausbildung erstmals ein und lehrte sie ab 1863 in einem Atelier an der École des arts décoratifs. Boisbaudran verzichtete schließlich auf eigene künstlerische Ambitionen, um sich ganz dem Unterricht zu widmen. Er war Freimaurer und vertrat fouriéristische Ideen. Er starb im 6. Arrondissement von Paris.

## Werk
Horace Lecoq de Boisbaudran entwickelte eine innovative Lehrmethode, die die Gedächtnisleistung der Schüler förderte: Sie sollten ein Kunstwerk sorgfältig studieren und es anschließend aus dem Gedächtnis reproduzieren, um ihre visuelle Ausdruckskraft zu entwickeln. Diese Methode wurde rigoros umgesetzt – beginnend mit einfachen Formen bis hin zu Meisterwerken im Louvre.

### Lehre und Publikation
Im Jahr 1848 veröffentlichte Lecoq de Boisbaudran unter dem Titel L’éducation de la mémoire pittoresque (Die Schulung des Gedächtnisses in der Kunst) eine methodische Schrift zur Förderung des bildnerischen Gedächtnisses. Die Publikation besteht ursprünglich aus drei kleineren Heften, in denen er seine Lehrmethode erläutert. Eine englische Übersetzung erschien 2011. Ziel der Schrift war weniger die Vermittlung detaillierter Anleitungen als vielmehr die Beeinflussung der staatlichen Kunstausbildung in Frankreich. Lecoq definierte visuelles Gedächtnis als „gespeicherte Beobachtung“ („observation conservée“). Er betonte die Bedeutung genauer, schlichter Wiedergabe des Gesehenen zur Schulung der Wahrnehmung und des Erinnerungsvermögens.

### Methodik
Lecoqs Unterricht bestand darin, dass Schüler zunächst das Modell genau beobachten und zeichnen mussten. Danach sollten sie das Motiv aus dem Gedächtnis erneut zeichnen – ohne Skizzen oder Notizen. Diese Praxis zielte darauf ab, ein ganzheitliches Erfassen der Bildstruktur zu fördern und das „Sehen im Ganzen“ zu schulen. Fehler in Proportion oder Konstruktion galten dabei als sekundär, da sie später leicht korrigiert werden konnten. Er selbst verglich die Gedächtniszeichnung mit dem Üben von Tonleitern in der Musik. Diese Form der Übung diente nicht als Ersatz, sondern als Ergänzung zur Arbeit nach dem Modell.

### Einfluss und Rezeption
Bereits gegen Ende des 19. Jahrhunderts wurde die Methode des Gedächtniszeichnens in vielen staatlichen Kunstschulen Großbritanniens und der USA übernommen, vielfach direkt inspiriert durch Lecoqs Schriften. Mit dem Rückgang der gegenständlichen Kunst zu Beginn des 20. Jahrhunderts verlor die Gedächtnisschulung an Bedeutung, blieb jedoch in einigen privaten Ateliers und durch einzelne Lehrer weiterhin präsent. Ein Porträt von Horace Lecoq de Boisbaudran und auch Porträts seiner Schüler Alphonse Legros und Henri Fantin-Latour aus den Jahren 1856 und 1858 dokumentieren seine Rolle in der Kunstszene seiner Zeit. Seine Schüler – darunter Auguste Rodin, Henri Fantin-Latour, Alphonse Legros, Jules Chéret, Léon Lhermitte, Jean-Charles Cazin, Jules Dalou, Oscar Roty und andere – setzten seine Prinzipien fort und beeinflussten die moderne Kunst maßgeblich.